# Graubienen
Die Graubienen (Rhophitoides) sind eine Gattung aus der Familie der Halictidae innerhalb der Bienen. Von ihnen sind nur 4 Arten bekannt, davon kommt eine in Mitteleuropa vor: die Luzerne-Graubiene, Rhophitoides canus.

## Merkmale
Die Graubienen sind kleine Bienen mit ca. 6 bis 8 mm Länge. Die braunschwarzen Tiere haben am Hinterleib helle Binden. Sie sind ähnlich wie Halictus-Arten, jedoch ohne die Längsfurche am letzten Tergit. Rüssel kurz, 2 Cubitalzellen im Vorderflügel, Sammelbehaarung am Hinterbein.

## Lebensweise
Die Lebensweise ist vor allem von der einheimischen Luzerne-Graubiene bekannt. Die Graubienen sind vor allem im Juli aktiv, die Männchen schlüpfen kurz vor den Weibchen. Die Weibchen sammeln Pollen von Schmetterlingsblütlern, insbesondere Luzerne. Die Männchen schlafen in den Blüten von Glockenblumen.
Die Weibchen bauen ihre Nester in sandigem oder lehmigen Boden, die Paarung findet am Boden statt. Ein Hauptgang führt senkrecht in den Boden. Der Nesteingang ist oft von einem Tumulus umgeben. An seinem Ende werden kurze Seitengänge und kugelrunde Brutzellen angelegt. Die Überwinterung erfolgt als Ruhelarve in ihrem Kokon.

## Arten
(nach )
- Rhophitoides anatolicus (Türkei)
- Rhophitoides canus (weit verbreitet, Frankreich, Deutschland, Österreich, Schweiz, Südtirol, Serbien, Kroatien, Slowenien, Ungarn, Rumänien, Polen, Ural, Iran, Zentralasien, China und andere Länder[3])
- Rhophitoides epiroticus (Nordmazedonien)
- Rhophitoides flavicornis (Mongolei)
- Rhophitoides theryi (Marokko)

## Systematik
Rhophitoides wird von manchen Autoren als Untergattung von Rophites angesehen. Rhophitoides gehört wie Rophites zur Unterfamilie Rophitinae der Familie Halictidae. Die artenreichste Gattung innerhalb der Unterfamilie Rophitinae ist  Dufourea.